# فرمان سنا
فرمان سنا (به لاتین: Senatus Consultum) به نظر و عقیدهٔ سنای روم در باب یک مسئلهٔ سیاسی اشاره داشت. با تکامل حقوق رومی و سازماندهی نهادی حکومت (از پادشاهی روم به جمهوری روم و سپس امپراتوری روم) ارزش و اهمیت آن نیز در طول سده‌ها دچار تغییراتی می‌شد.
ترجمهٔ فرانسوی این واژه sénatus-consulte است و در دوران کنسول‌های فرانسه، امپراتوری اول فرانسه و امپراتوری دوم فرانسه نیز به‌کار می‌رفت.

## دوران پادشاهی
در طول دوران پادشاهی روم، فرمان سنا صرفاً عقیده یا نظر شخصی مجلس سنا بود که هنگامی که پادشاه جویای نظر سنا می‌شد، به او ارائه می‌شد و بیش از این دارای اهمیت حقوقی‌ایی نبود. این حکم در ارتباط با موضوعاتی که پادشاه جویای آن می‌شد، توسط «مجمع ریش‌سفیدان» به پادشاه ارائه می‌شد.

## دوران جمهوری
در دوران جمهوری روم اوضاع و احوال تغییر یافت، دورانی که در آن سنا به اوج اقتدار خود در فرمانروایی بر روم رسید و سپس با نزدیک شدن به دوران پرینکیپاته و امپراتوری روم به انحطاط رفت. در این دوره، ارزش و اهمیت فرامین سنا به شدت به روابط میان سناتورها و کلانترها بستگی داشت؛ این روابط توضیح می‌دهد که چگونه یک «نظر یا عقیده‌ی» یک نهاد (سنا) می‌توانست سرنوشت کل سیاست روم را تعیین کند.

## در دوران امپراتوری
با فروپاشی ماشین سازمانی جمهوری و فرارسیدن پرینکیپاته و امپراتوری روم، اهمیت فرامین سنا نیز به موازات خودِ سنا تغییر یافت. در اینجا شخص امپراتور بود که اراده خود را اِعمال می‌کرد: او با نطق در سنا، پشتیبانی سناتورها را بدست می‌آورد و سپس همین نطق خود را به شکل «فرمان سنا» منتشر می‌کرد؛ به این فرایند «سخنرانی ایراد شدهٔ رئیس در سنا» می‌گفتند. پشتیبانی سناتورها از نطق امپراتور چیزی بیش از یک به‌رسمیت‌شناسیِ تشریفاتیِ ارادهٔ امپراتور نبود، امپراتوری که حالا ارشد سنا بود. این فرایند تشریفاتی با گذشت زمان به‌تدریج کم‌رنگ شد، و در همان حال ارادهٔ امپراتور نقش پررنگ‌تری می‌گرفت؛ به‌نظر می‌آید که این «فرمان سنا» به عنوان فرایندی رسمی که با آن قوانین عام وضع می‌کردند در زمان نروا بلااستفاده شد، با این‌حال همچنان به عنوان یک منبع حقوقی در کنار ارادهٔ امپراتور باقی‌ماند.